# Báo cáo cạnh tranh toàn cầu

Bản đồ thế giới về chỉ số cạnh tranh toàn cầu 2006 – 2007. Mỗi vùng màu đại diện cho một quốc gia được xếp hạng, màu xanh lá cây biểu thị cho quốc gia có điểm số cao, màu đỏ ứng với quốc gia có điểm số thấp, màu xám là các quốc gia không được xếp hạng.

Báo cáo cạnh tranh toàn cầu là một bản tin hàng năm được xuất bản bởi Diễn đàn Kinh tế thế giới (WEF - World Economic Forum), phát hành lần đầu vào năm 1979. Bản báo cáo năm 2016 – 2017 bao gồm 138 nền kinh tế chính và nổi bật. Báo cáo này "nhằm đánh giá khả năng cung cấp mức độ thịnh vượng cao hay thấp đối với dân chúng ở mỗi quốc gia, trong đó có công bố "chỉ số cạnh tranh quốc gia" (GCI - Global Competitiveness Index) nhằm đo lường khuynh hướng của các thế chế, chính sách, những nhân tố tạo thành trạng thái hiện thời & những mức giới hạn về trạng thái thịnh vượng kinh tế".  GCI được trích dẫn rất rộng rãi cũng như được sử dụng trong nhiều tài liệu cho nhiều nghiên cứu hàn lâm cũng như nhiều bài báo trên các tạp chí uy tín. 
Ngoài WEF, Viện nghiên cứu phát triển kinh doanh Thụy Sĩ cũng công bố hàng năm về chỉ số cạnh tranh quốc gia, đánh giá mức tiến bộ & thụt lùi năng lực đổi mới của mỗi quốc gia.
Những báo cáo tương tự hàng năm còn có "chỉ số thuận lợi kinh doanh" và "chỉ số tự do kinh tế". Hai chỉ số này đều xem xét những nhân tố ảnh hướng đến tăng trưởng kinh tế nhưng không bao quát như Báo cáo cạnh tranh toàn cầu.

## Chỉ số cạnh tranh toàn cầu
Dựa trên bốn yếu tố cơ bản hàng đầu được coi là ảnh hưởng tới chỉ số cạnh tranh của quốc gia gồm lạm phát, cơ sở hạ tầng, lao động có trình độ và mức độ tham nhũng, WEF sẽ xếp hạng khoảng 130 quốc gia trên toàn cầu trong Chỉ số cạnh tranh toàn cầu (Global Competitiveness Index) và công bố số liệu đó trong Global Competitiveness Report. Các báo cáo này được phát miễn phí trên mạng Internet.
Xếp hạng năng lực cạnh tranh dựa trên số liệu kinh tế được chính các nước tham gia khảo sát công bố (hard data) và kết quả lấy từ khảo sát ý kiến các doanh nhân và chuyên gia kinh tế (soft data).
Báo cáo này đã được thực hiện hàng chục năm qua và cho thấy bức tranh tổng quan và toàn diện về những điểm mạnh, điểm yếu của nền kinh tế các nước, từ đó tự họ nhận định cơ hội và thách thức. Xếp hạng của WEF cũng phản ánh các nhân tố ảnh hưởng tới môi trường kinh doanh của một quốc gia, vốn cũng là các yếu tố cơ bản đối với tăng trưởng kinh tế bền vững.
Nhận xét về độ tin cậy của xếp hạng của WEF, nhiều chuyên gia kinh tế nói "chỉ mang tính tương đối và không ảnh hưởng tới niềm tin của các nhà đầu tư". Các thông tin và tư liệu đầu vào dùng để phân tích có chuẩn hay không còn là điều cần phải xem xét, nhưng đây là cơ sở giúp các chính phủ tham khảo.

## Xếp hạng 2016–2017
30 nước đứng đầu trong bảng tường thuật cho năm 2016–2017:
1. Thụy Sĩ 5.81 (—)
2. Singapore 5.72 (—)
3. Hoa Kỳ 5.7 (—)
4. Hà Lan 5.57 (+1)
5. Đức 5.57 (-1)
6. Thụy Điển 5.53 (+3)
7. Vương quốc Anh 5.49 (+3)
8. Nhật Bản 5.48 (-2)
9. Hong Kong 5.48 (-2)
10. Phần Lan 5.44 (-2)
11. Na Uy 5.44 (—)
12. Đan Mạch 5.35 (—)
13. New Zealand 5.31 (+3)
14. Đài Loan 5.28 (+1)
15. Canada 5.27 (-2)
16. UAE 5.26 (+1)
17. Bỉ 5.25 (+2)
18. Qatar 5.23 (-4)
19. Áo 5.22 (+4)
20. Luxembourg 5.2 (—)
21. Pháp 5.2 (+1)
22. Australia 5.19 (-1)
23. Ireland 5.18 (+1)
24. Israel 5.18 (+3)
25. Malaysia 5.16 (-7)
26. Hàn Quốc 5.03 (—)
27. Iceland 4.96 (+2)
28. Trung Quốc 4.95 (—)
29. Ả Rập Saudi 4.84 (-4)
30. Estonia 4.78 (—)

Trên bảng xếp hạng, Việt Nam đứng thứ 60 với 4,31 điểm, tụt 4 hạng so với năm 2015-2016.

## Xếp hạng 2018 (Index 4.0)
30 nước đứng đầu trong bảng tường thuật cho năm 2018 theo Index 4.0:
1. Hoa Kỳ 85.6 (+1)
2. Singapore 83.5 (+1)
3. Đức 82.8 (+2)
4. Thụy Sỹ 82.6 (−3)
5. Nhật Bản 82.5 (+4)
6. Hà Lan 82.4 (−2)
7. Hồng Kông 82.3 (−1)
8. Vương quốc Anh 82 (—)
9. Thụy Điển 81.7 (−2)
10. Đan Mạch 80.6 (+2)
11. Phần Lan 80.3 (−1)
12. Canada 79.9 (+2)
13. Đài Loan 79.3 (+2)
14. Australia 78.9 (+7)
15. Hàn Quốc 78.8 (+11)
16. Na Uy 78.2 (−5)
17. Pháp 78 (+5)
18. New Zealand 77.5 (−5)
19. Luxembourg 76.6 (—)
20. Israel 76.6 (−4)
21. Bỉ 76.6 (−1)
22. Áo 76.3 (−4)
23. Ireland 75.7 (+1)
24. Iceland 74.5 (—)
25. Malaysia 74.4 (−2)
26. Tây Ban Nha 74.2 (+8)
27. UAE 73.4 (−10)
28. Trung Quốc 72.6(−1)
29. Séc 71.2 (+2)
30. Qatar 71 (−5)

Việt Nam đứng thứ 77 với 58.1 điểm.